# Teulada (Olaszország)
Teulada település Olaszországban, Szardínia régióban, Cagliari megyében. Lakosainak száma 3258 fő (2023. január 1.). Teulada Masainas, Piscinas, Pula, Sant’Anna Arresi, Santadi és Domus de Maria községekkel határos.

## Népesség
A település lakossága az elmúlt években az alábbi módon változott:
| Lakosok száma | 3593 | 3559 | 3258 |
|               | 2017 | 2018 | 2023 |